# Филлиген
Филлиген (нем. Villigen) — коммуна в Швейцарии, в кантоне Аргау.
Входит в состав округа Бруг.  Население составляет 1932 человека (на 31 декабря 2007 года). Официальный код  —  4121.

## Состав коммуны
- Штилли